# Moraza
Moraza es una localidad española del municipio de Condado de Treviño, perteneciente a la provincia de Burgos, en la comunidad autónoma de Castilla y León.

## Localidades limítrofes
Confina con las siguientes localidades:
- Al norte con San Martín Zar.
- Al este con San Martín de Galvarín y Baroja.
- Al sur con Peñacerrada y Payueta.
- Al noroeste con Villanueva Tobera y Taravero.

## Historia
Hacia mediados del siglo XIX, el lugar, ya por entonces perteneciente al municipio de Treviño, tenía contabilizada una población de veintinueve habitantes. Aparece descrito en el undécimo volumen del Diccionario geográfico-estadístico-histórico de España y sus posesiones de Ultramar de Pascual Madoz con las siguientes palabras:

MORAZA: ald. en la prov., aud. terr. y c. g. de Burgos (18 leg.), dióc. de Calahorra (11), part. jud. de Miranda de Ebro (3), y ayunt. de Treviño (1 1/2). sit. casi en la cima de una altura, donde la combaten con mas frecuencia los vientos N. y S.: su clima es algo templado, y sobre todo muy sano, no padeciéndose por lo regular otras enfermedades que los constipados. Tiene 12 casas, 3 fuentes en el térm., una igl. parr. (San Juan Evangelista) y un cementerio, sirviendo el culto de aquella un cura párroco y un sacristan. Confina el térm. N. San Martin y Tarabero; E. Baroja y Zumento; S. Payueta, y O. Verganzo y Villanueva (los 3 penúltimos de la prov. de Alava). El terreno es de regular calidad, corriendo por él un riach., cuyo caudal suministran solo las citadas fuentes; hay un monte denominado los Payos, poblado de robles, hayas y bojes; y en él se encuentra una fuente llamada Iregua, cuyas aguas sirven para el surtido de los ganados y riego de las hortalizas. caminos: á un tiro de fusil del pueblo cruza el camino real que conduce de Vitoria á Logroño: la correspondencia se recibe de Treviño. prod.: trigo, cebada y mistos; ganado lanar, vacuno, mular y cabrio, y caza de perdices y codornices. ind.: la agrícola. pobl.: 8 vec., 29 alm. cap. prod.: 13,400 rs. imp.: 465.
(Madoz, 1848, p. 591)

## Demografía
En 2023, la entidad singular de población tenía empadronados doce habitantes y el núcleo de población, los mismos.
| Gráfica de evolución demográfica de Moraza entre 2000 y 2017       |
|                                                                    |
| Población de derecho (2000-2017) según el padrón municipal del INE |